# Castolus plagiaticollis
Castolus plagiaticollis är en insektsart som beskrevs av Carl Stål 1858. Castolus plagiaticollis ingår i släktet Castolus och familjen rovskinnbaggar. Inga underarter finns listade i Catalogue of Life.